# I-238
I-238 (Interstate 238) — межштатная автомагистраль в Соединённых Штатах Америки. Нарушает правила нумерации межштатных автомагистралей, так как Interstate 38 не существует. Несмотря на то, что фактически магистраль направляется с востока на запад, она официально обозначена как проходящая с юга на север, так как является продолжением SR 238, проходящей с юга на север. До 1983 года являлась частью этой магистрали.

## Маршрут
Interstate 238 соединяет статистически обособленную местность Кастро-Вэлли с городом Сан-Леандро. Протяжённость магистрали — 2,126 мили (3,421 км). Восточный (официально — южный) конец магистрали располагается на пересечении с I-580 и SR 238 в Кастро-Вэлли. Отсюда Interstate 238 направляется на запад и входит на территорию местности Эшленд. Западный (или северный) конец располагается в городе Сан-Леандро, на пересечении с I-880.

## Список развязок
- I-580 — Окленд, Стоктон
- SR 238 — Хэйвард
- SR 185 — Окленд
- Hesperian Blvd — Сан-Лоренсо
- I-880 (юг) — Сан-Хосе
- Washington Ave
- I-880 (север) — Окленд